# Buena Vista (condado de Amador)
Buena Vista es un lugar designado por el censo ubicado en el condado de Amador en el estado estadounidense de California. En el Censo de 2010 tenía una población de 429 habitantes y una densidad poblacional de102.1 personas por km².

## Geografía
Buena Vista se encuentra ubicado en las coordenadas 38°17′57″N 120°54′54″O / 38.29917, -120.91500. Según la Oficina del Censo de los Estados Unidos, Buena Vista tiene una superficie total de 4.2 km², de la cual 4.2 km² corresponden a tierra firme y (0%) 0 km² es agua.

## Demografía
Según el censo de 2010, había 429 personas residiendo en Buena Vista. La densidad de población era de102.1 hab./km². De los 429 habitantes, Buena Vista estaba compuesto por el 85% blancos, el 0.2% eran afroamericanos, el 5.4% eran amerindios, el 0% eran asiáticos, el 0% eran isleños del Pacífico, el 2.8% eran de otras razas y el 6.5% pertenecían a dos o más razas. Del total de la población el 8.2% eran hispanos o latinos de cualquier raza.